# Zwart Front
Zwart Front, later Nationaal Front, was een Nederlandse fascistische politieke partij, die in mei 1934 werd opgericht door Arnold Meijer, een voormalige seminarist, die journalist was geworden. Zwart Front was actief van 1934 tot 1940. Zij zou per 30 maart 1940 worden opgevolgd door Nationaal Front, dat tot december 1941 bestond.
Het Zwart Front richtte zich politiek gezien vooral op het fascistische Italië en niet zozeer op het nationaalsocialistische Duitsland. Wel was het Zwart Front fel antisemitisch en trachtte het de NSB qua antisemitisme te overtreffen. Het Front was daarnaast ook fel antikapitalistisch en 'revolutionair'. Meijer 'constateerde' duidelijke overeenkomsten tussen het kapitalisme en het marxisme. Beide kwamen volgens Meijer voort uit het jodendom.
Bij de Tweede Kamerverkiezingen van 1937 behaalde de partij 8178 stemmen (0,2%); ruim onvoldoende voor een zetel. De meeste stemmen werden gehaald in Oisterwijk in Noord-Brabant. Hier stemden 711 kiezers op het Zwart Front, ruim 21%. 
Begin 1940 besloten het Zwart Front en de partij Actie voor de Kleine Boer (ook bekend als Actie Bouwman) zich te verenigen in de nieuwe organisatie het Nationaal Front. Een belangrijk programmapunt bleef de aansluiting van Vlaanderen bij de Nederlandse staat tot een Groot-Nederland. De achterliggende gedachte was, dat mensen die eenzelfde taal spreken deel waren van hetzelfde volk en bijgevolg beter in een en hetzelfde land verenigd zouden zijn.
Na de Duitse inval bood het Nationaal Front samenwerking aan met de bezetter, maar die voelde daar niets voor. In december 1941 werd de vereniging verboden. Aanleiding was het verlangen van het Nationaal Front om tegenover de Duitsers een zelfstandige, Nederlandse beweging te blijven, los van de NSB, met behoud van de eigen fascistische invloeden. Toen Duitsland Nederlandse mannen opriep voor de strijd tegen de Sovjet-Unie wilde Meijer, en daarmee het Nationaal Front, dat de vrijwilligers hun eed op de Nederlandse vlag zouden afleggen. De Duitsers eisten echter een eed op de Führer en maakten met het verbieden van het Nationaal Front een einde aan de discussie.